# Sõmeru (Märjamaa)
Pour les articles homonymes, voir Sõmeru.
Sõmeru est un village de la commune de Märjamaa du comté de Rapla en Estonie.